# آرون رمزی (بازیکن فوتبال، زاده ۲۰۰۳)
آرون رمزی (انگلیسی: Aaron Ramsey؛ زادهٔ ۲۱ ژانویهٔ ۲۰۰۳) بازیکن فوتبال اهل بریتانیا است.
وی همچنین در تیم‌های ملی فوتبال زیر ۱۹ سال انگلستان، زیر ۱۸ سال انگلستان، زیر ۱۷ سال انگلستان، و England national under-16 football team بازی کرده‌است.
وی برادر کوچک‌تر دیگر بازیکن انگلیسی، جیکوب رمزی است.